# Ermita de San Gregorio (Villanueva de Córdoba)
La desaparecida ermita de San Gregorio era un edificio religioso que se encontraba en la localidad cordobesa de Villanueva de Córdoba, y que se alzaba donde en la actualidad se encuentra la Biblioteca Municipal de la localidad.

## Descripción de la desaparecida ermita de San Gregorio
Se ignora la fecha de construcción de esta ermita, así como se ignora la mayor parte de lo relativo a ella, pero debió de ser construida en el siglo XV, al tiempo que se la ponía bajo la advocación de San Gregorio, santo que gozaba de gran devoción en todo el Valle de los Pedroches, por ser "abogado contra las plagas del campo", en especial contra las langostas, procedentes de los campos de Alcudia. Se fundó una hermandad en Villanueva de Córdoba con el nombre de San Gregorio, y de las hermandades fundadas en el municipio durante la Edad Moderna, ésta era una de las más antiguas, y ella sufragó la construcción de la ermita. 
La hermandad o cofradía de San Gregorio celebraba sus fiestas el día 9 de mayo, sacando en procesión al titular y los vecinos de las calles cercanas hacían, en la noche previa a la de la procesión, fogatas con sarmientos en las puertas de sus casas. Al terminar la guerra civil española, la hermandad, ya muy reducida en cuanto al número de sus miembros, desapareció. Después de la Guerra Civil se intentó volver a acondicionar el templo, cuyas condiciones estructurales habían permanecido inalteradas, para el servicio religioso. Pero las autoridades dispusieron su cierre, hecho que ocasionó protestas entre los vecinos de la localidad, que ya habían limpiado y adecentado el edificio, que en la Guerra Civil había sido utilizado como almacén por el ejército republicano. 
Una fotografía que se conserva de la ermita de San Gregorio, tomada en 1940, muestra que era una un edificio de una sola nave, estando construida su portada principal en granito y estando formada por un arco de medio punto con moldura exterior. Su tejado estaba formado por una cubierta a dos aguas y en la fotografía que se conserva de ella puede apreciarse una espadaña, aunque es difícil precisar si había alguna campana en ella. En su interior se guardaba una imagen de San Gregorio, así como algunos otros santos, que fueron quemados en 1936, durante la guerra civil española.
En 1813, Bernardo Moreno de Pedrajas, vicario de la villa de Villanueva de Córdoba y natural de ella, dispuso la creación de un cementerio municipal, donando un terreno para ello que lindaba con la ermita de San Gregorio. Al parecer, sobre el dintel de la puerta de entrada al camposanto se hallaba una inscripción que decía: "oy a mi, mañana a ti. Año 1813". El cadáver de Bernardo Moreno de Pedrajas recibió sepultura en su momento en la parte anterior de la entrada a la ermita, bajo una lápida de piedra negra. En 1866 el Ayuntamiento adquirió una pequeña parcela a espaldas de la ermita, con objeto de ampliar el cementerio. El aumento de la población obligó a pensar en la construcción de uno más extenso y así se acordó en 1898, siendo alcalde Francisco Cañuelo Blanco. La primera piedra del nuevo cementerio se colocó en 1902 y fue bendecido y dedicado a San Miguel Arcángel, patrono de la localidad, en 1906. El último cadáver que recibió sepultura en el cementerio de San Gregorio fue el de un niño de tres años, llamado Blas Amor Tamaral.
El viejo cementerio de San Gregorio permaneció cerrado, aunque respetando las sepulturas, hasta 1944, en que se comenzó a demoler, con el objeto de construir en su solar un jardín público, que jamás llegó a construirse. Los restos mortales que aún permanecían en el camposanto fueron extraídos de sus tumbas. Los restos de Bernardo Moreno de Pedrajas fueron trasladados con gran ceremonia al hospital de Jesús Nazareno y depositados bajo una losa de mármol con inscripción grabada, en los escalones que comunican la sacristía con la iglesia del hospital y allí permanecen hasta el día de hoy. 
Al comenzar el derribo, dieron también comienzo las ventas y donaciones de parcelas en el ejido de este nombre, lo que hizo que este desapareciera casi en su totalidad, edificándose en él las calles que enmarcaban el Antiguo Matadero Municipal, y cuyas calles y casas se conocían como "casas del Dieciocho de Julio".
En 1969, siendo alcalde de Villanueva de Córdoba Juan Blanco Mohedano y ya demolida la ermita, el solar del antiguo cementerio fue donado al Servicio Nacional de Lectura, y en él se levantó el edificio de la Biblioteca Pública Municipal, que fue abierta al público en el verano de 1970. En su fachada principal se colocó un plano de la población en azulejos policromados, de gran tamaño, que fue donado por Pedro García Cañuelo. 
Conviene señalar que el cierre de la ermita, ordenado a poco de finalizar la Guerra Civil por las autoridades religiosas de la localidad, y su posterior demolición, generaron malestar en los ciudadanos jarotes. De hecho, estuvo a punto de llegarse a la recolección de firmas para evitar la demolición de la ermita que, a pesar de los diferentes avatares sufridos a lo largo de su historia, aún se encontraba en un razonable buen estado. Pero los ruegos no sirvieron de nada y la ermita de San Gregorio fue demolida.